# Kribi
Kribi is een plaats in departement Océan, gelegen in de regio Sud in Kameroen. De eerste census van 1987 telde een inwoneraantal van 21.507, de tweede volkstelling in 2005 telde 59.928 inwoners. Een berekening van 2012 schatte het inwoneraantal op 80.957.

## Ligging en Infrastructuur
De stad ligt 13 meter boven zeeniveau en is gesitueerd aan de Golf van Guinee, en grenst aan het zuiden aan de Kienké Rivier. De watervallen van Lobé liggen zeven kilometer ten zuiden van de stad. De stad in Kameroen Douala met de meeste inwoners ligt ongeveer 150 kilometer van Kribi af. De hoofdstad Yaoundé ligt zo'n 260 kilometer ten noordoosten van de havenstad. De stad ligt ongeveer 80 kilometer af van de Equatioraal-Guinese grens. De stad is verbonden aan de N7, die de stad met de N3 verbindt, de snelweg tussen de twee belangrijkste steden (Yaoundé en Douala). De N17 verbindt de havenstad met de hoofdstad van de regio Sud, Ebolowa.

## Economie
Economisch interessant zijn de haven, waarbij hout, cacao, en ijzer uit het binnenland van Kameroen geëxporteerd wordt. Ook is toerisme economisch belangrijk voor de stad. In de stad zijn er meerdere hotels.

## Religie
Sinds 2008 is Kribi de zetel van een rooms-katholiek bisdom. Ook bevindt er zich een katholieke kerk met een Pallotijnse oorsprong.

## Klimaat
Omdat Kribi dicht bij de evenaar ligt, heeft Kribi een kort tamelijk droog seizoen en een lang zeer vochtig seizoen. De warmste maanden zijn februari, maart en april. De maanden juli, augustus en september zijn daarentegen over het algemeen het koudst. In september en oktober valt de meeste neerslag. In december, januari en februari is de neerslag het minst.
| Maand                  | jan  | feb  | mrt  | apr  | mei  | jun  | jul  | aug  | sep  | okt  | nov  | dec  | Jaar  |
| ---------------------- | ---- | ---- | ---- | ---- | ---- | ---- | ---- | ---- | ---- | ---- | ---- | ---- | ----- |
| Gemiddeld maximum (°C) | 29,8 | 30,2 | 30,4 | 30,3 | 29,5 | 28,3 | 27,1 | 26,9 | 27,1 | 27,8 | 28,8 | 29,6 | 28,8  |
| Gemiddeld minimum (°C) | 23,6 | 23,5 | 23,4 | 23,2 | 23,2 | 22,9 | 22,0 | 22,1 | 22,5 | 22,5 | 22,9 | 23,1 | 22,9  |
|                        |      |      |      |      |      |      |      |      |      |      |      |      |       |
| Neerslag (mm)          | 100  | 125  | 204  | 268  | 355  | 262  | 110  | 227  | 516  | 550  | 210  | 91   | 251,5 |
| Bron:                  |      |      |      |      |      |      |      |      |      |      |      |      |       |

## Galerij

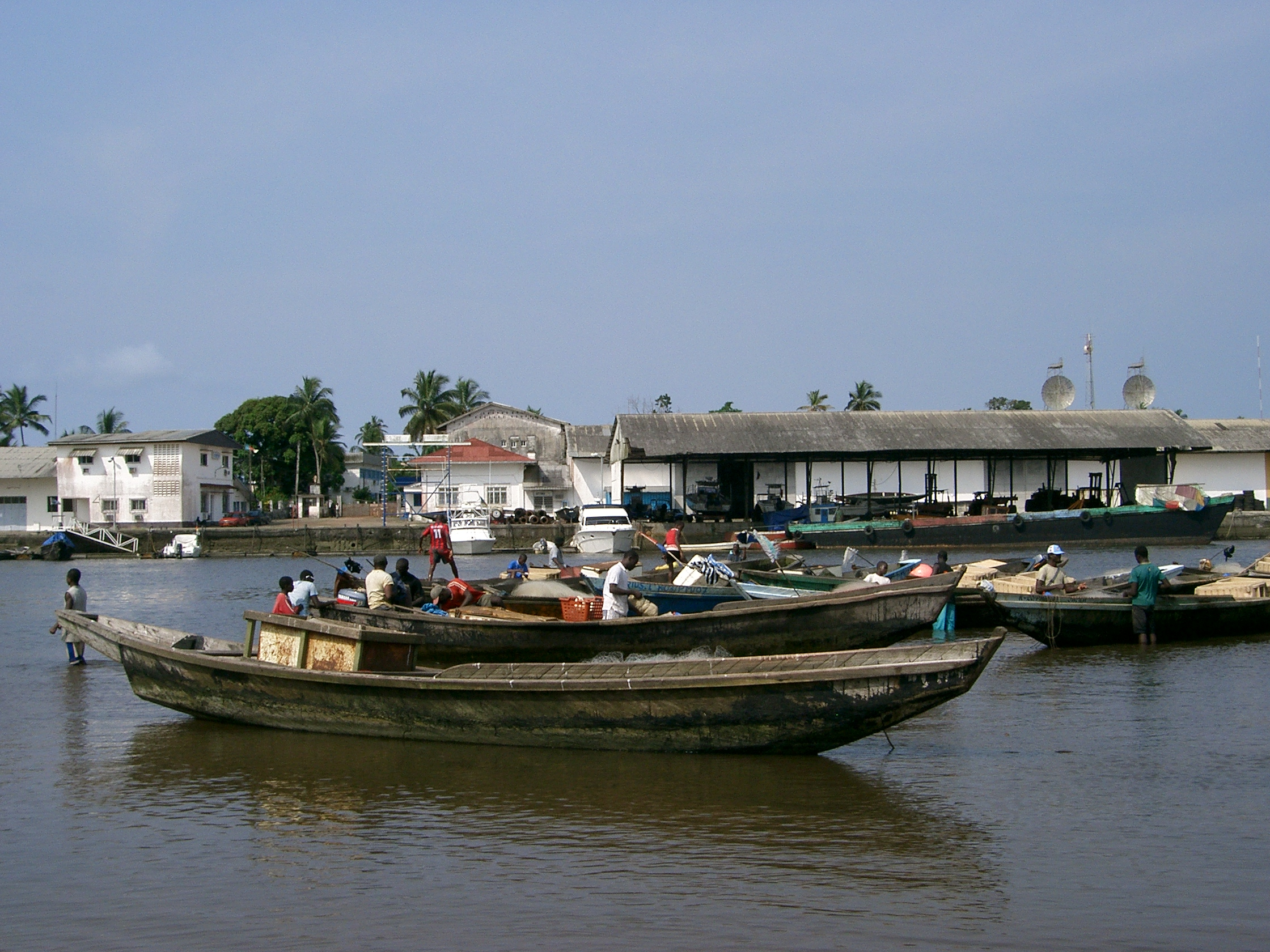
Het vissershaven van Kribi
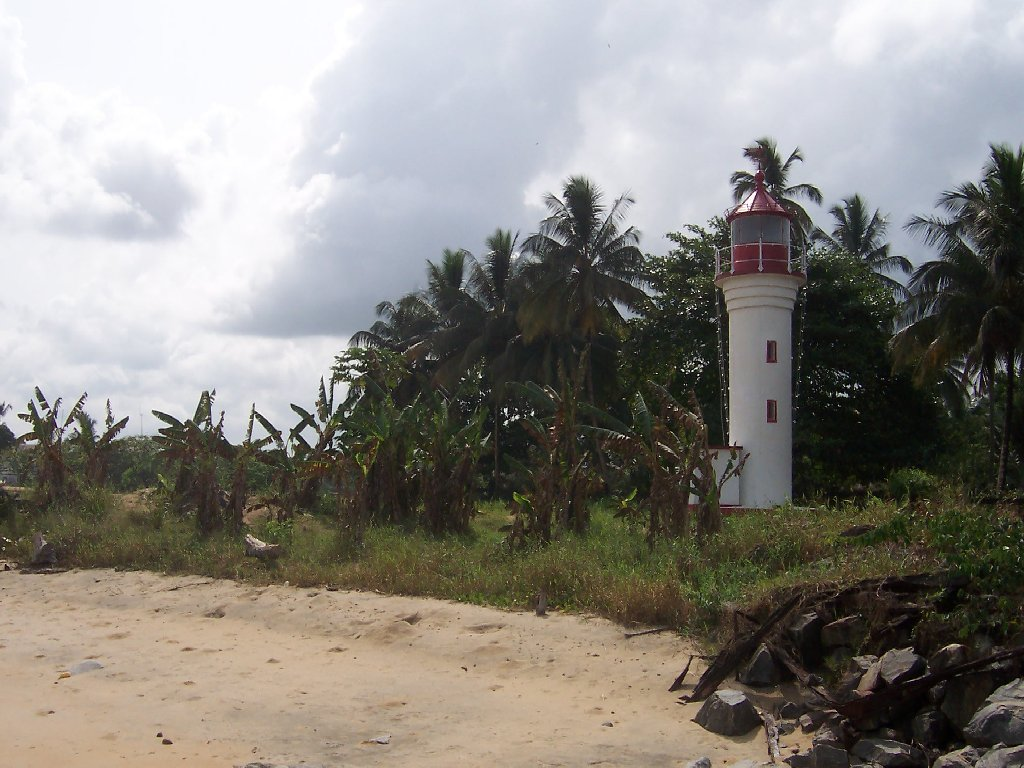
De vuurtoren van Kribi
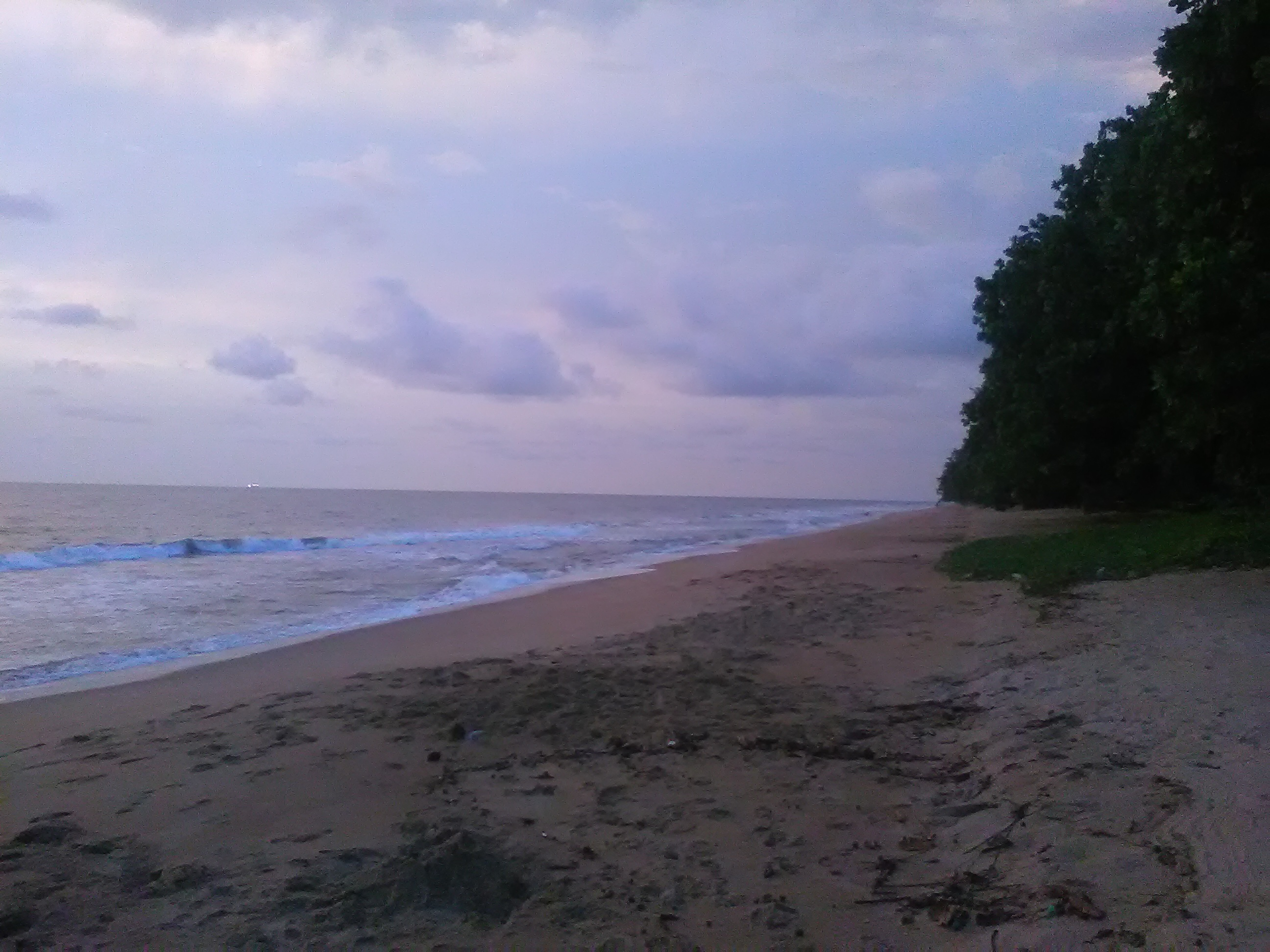
Het strand van Kribi in de avond
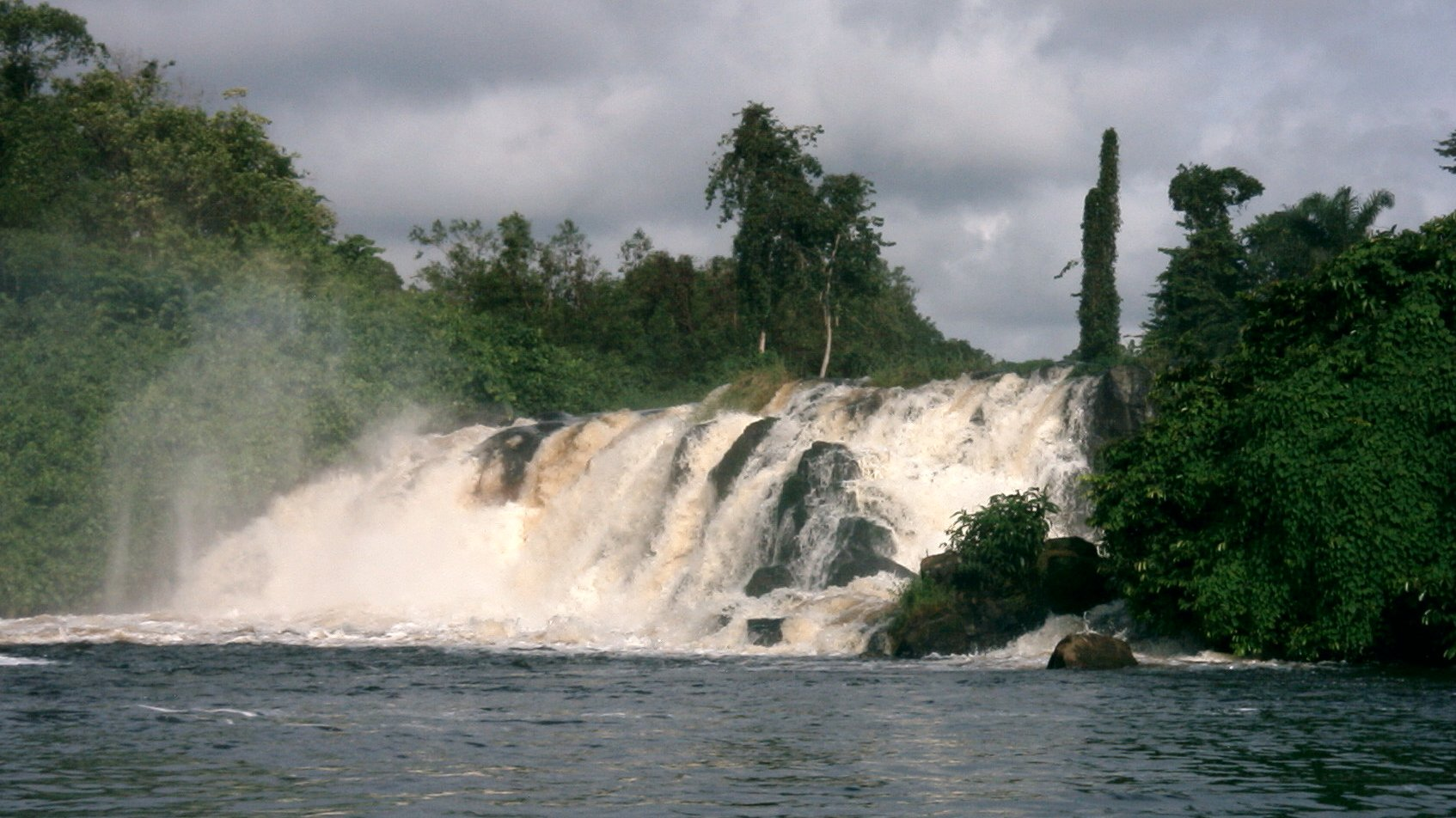
De Lobé-watervallen ten zuiden van Kribi
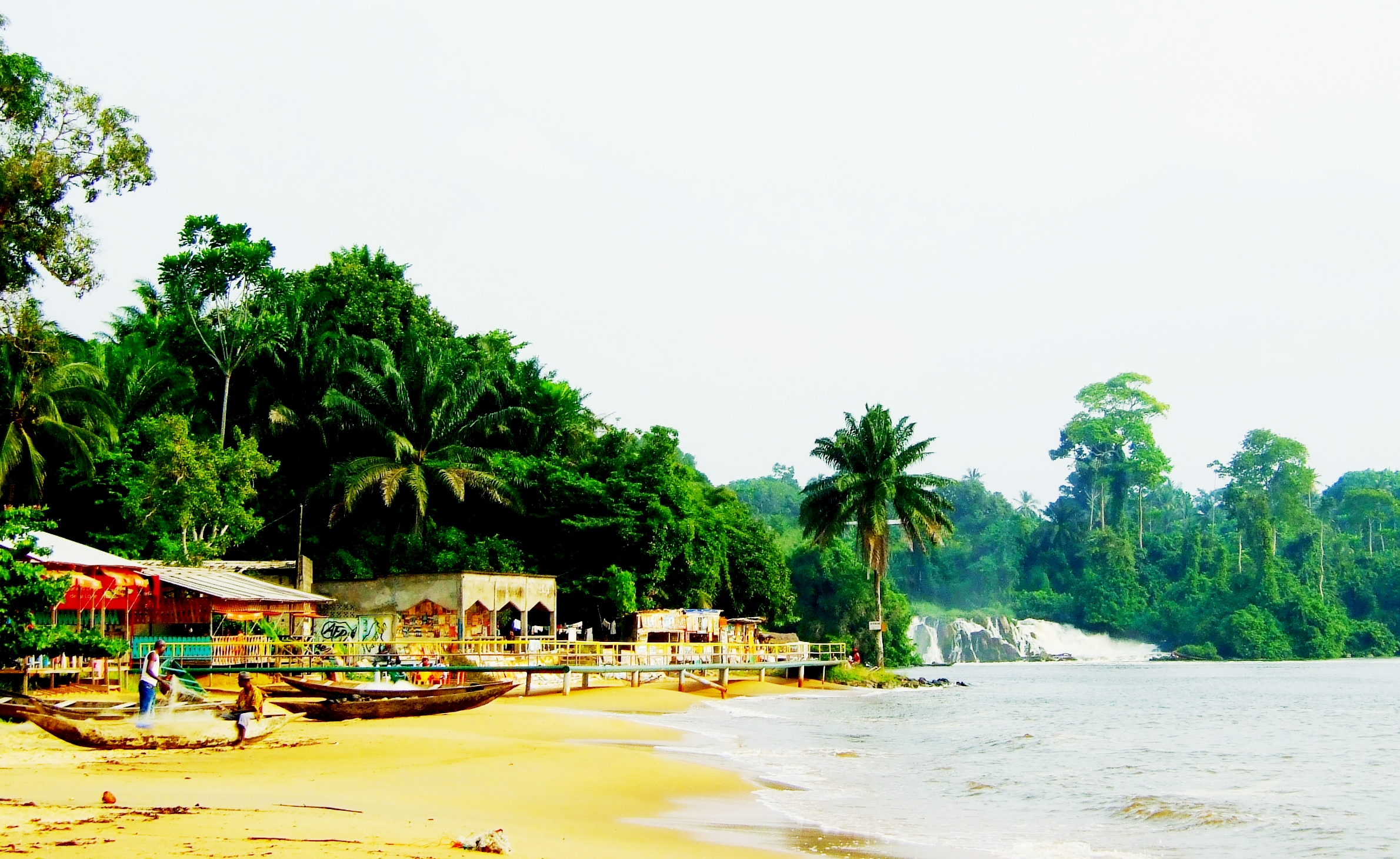
De Lobé-watervallen vanaf het strand